# 다닐로 튀르크
다닐로 튀르크(슬로베니아어: Danilo Türk, 1952년 2월 19일 ~ )는 슬로베니아의 정치인이다. 2007년 12월부터 2012년 12월까지 대통령으로 재직하였다.
마리보르에서 태어났다. 류블랴나 대학교에서 법학을 전공했다. 유고슬라비아 사회주의 연방 공화국 내의 소수자 인권 문제에 관심을 가져 국제 앰네스티·국제 연합 등과 인연을 맺었다. 슬로베니아 독립 후 1992년 ~ 2000년 국제 연합 대사를 지냈고, 2000년 ~ 2005년 국제 연합 사무총장의 정치담당 보좌관으로 활동했다. 2005년 귀국 후, 류블랴나 대학교의 국제법 교수로 재직했다.
2007년 6월, 그는 무소속으로 대통령 선거에 출마하여, 좌파 계열 여러 정당들의 지지를 받았다. 인터넷 등을 활용하여 젊은층들의 표심을 잡았다. 10월 21일, 1차 투표에서 주로 우파의 지지를 받은 로이제 페트렐레 후보에 이어 2위에 올랐다. 같은 좌파 계열인 자유민주당 지원을 받은 후보가 근소하게 그의 뒤를 이어 3위를 차지했으며, 튀르크는 11월 11일 2차 투표에서 자유민주당 성향 표까지 흡수하여 68%의 득표율로 당선되었다. 12월 23일 독립 이후 세 번째 대통령으로 취임했다.